# Grigori Yavlinski
Grigori Alekséyevich Yavlinski (en ruso: Григорий Алексеевич Явлинский; en ucraniano: Григорій Олексійович Явлінський; nacido el 10 de abril de 1952) es un economista y político ruso.

## Biografía
Es más conocido por ser el autor del Programa de los 500 días, un plan para la transición de la Unión Soviética a una economía de libre mercado, y por ser líder del partido socioliberal Yábloko. Se postuló dos veces para la presidencia de Rusia: en 1996, terminando en cuarto lugar con el 7.3% de los votos; y en 2000, terminando tercero con un 5.8%. No se presentó en 2004 ni en 2008, después de que su partido no lograse superar el umbral del 5% en las elecciones legislativas de 2003. En las elecciones presidenciales de 2012, las autoridades rusas le impidieron presentarse como candidato a la presidencia, a pesar de haber recaudado 2 millones de firmas de ciudadanos rusos para su candidatura, como exigía la ley. Fue el candidato de Yábloko en las elecciones presidenciales de 2018, en las cuales obtuvo el quinto lugar con un 1,05% de los votos.
Tiene un PhD en economía del Instituto Económico Central de Matemáticas de la Academia de Ciencias de Rusia; su disertación doctoral se tituló «El sistema socio-económico de Rusia y el problema de su modernización». Es profesor en la Escuela Superior de Economía de la Universidad Nacional de Investigación. Habla ruso, ucraniano e inglés.